# Private Music (álbum)
Private Music es el próximo décimo álbum de estudio de la banda estadounidense de metal alternativo Deftones. Su lanzamiento está previsto para el 22 de agosto de 2025 a través de Reprise Records y Warner Records. Le precedió el sencillo «My Mind Is a Mountain». El álbum fue producido por Nick Raskulinecz, quien previamente trabajó en los álbumes de la banda Diamond Eyes (2010) y Koi No Yokan (2012).
Private Music será el primer álbum de Deftones sin el bajista Sergio Vega desde Saturday Night Wrist (2006). También será su primer álbum de estudio desde Ohms (2020), lo que lo convierte en el intervalo más largo entre dos álbumes de la banda.

## Lista de canciones
| N.º | Título                           | Duración |  |
| 1.  | «My Mind Is a Mountain»          | 2:50     |  |
| 2.  | «Locked Club»                    | 2:52     |  |
| 3.  | «Ecdysis»                        | 3:28     |  |
| 4.  | «Infinite Source»                | 3:32     |  |
| 5.  | «Souvenir»                       | 6:10     |  |
| 6.  | «CXZ»                            | 3:12     |  |
| 7.  | «I Think About You All the Time» | 4:08     |  |
| 8.  | «Milk of the Madonna»            | 4:08     |  |
| 9.  | «Cut Hands»                      | 3:01     |  |
| 10. | «Metal Dream»                    | 3:02     |  |
| 11. | «Departing the Body»             | 5:59     |  |

Notas
- Todas las canciones están estilizadas en minúsculas, excepto "CXZ", que se escribe "cXz".
- "Metal Dream" se escribe "~metal dream".

## Personal
Deftones
- Abe Cunningham: batería.
- Stephen Carpenter: guitarras.
- Frank Delgado: samples, teclados.
- Chino Moreno: voz, guitarras.
- Fred Sablan: bajo.